# TM Rotschönberg

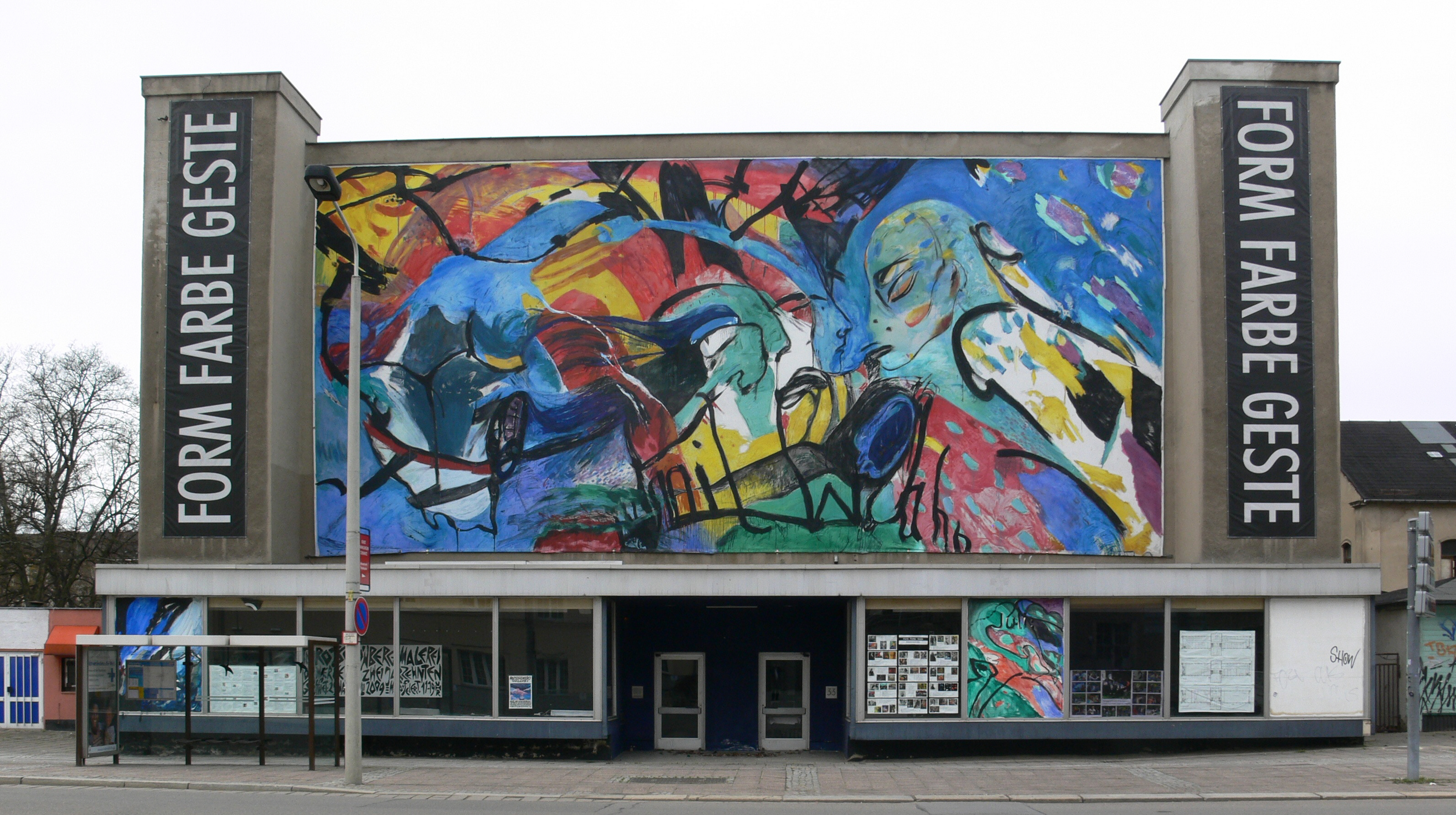
Alte Aktienspinnerei in Chemnitz mit einem großformatigen Gemälde von TM Rotschönberg

TM Rotschönberg (* 1961 in Karl-Marx-Stadt), eigentlich Thomas Müller, ist ein deutscher Maler und Graphiker, der mit großformatigen, farbstarken Arbeiten mit heftigem Duktus im Sinne des „synthetischen Expressionismus“ hervortritt.
Seit seiner Kindheit beschäftigt er sich intensiv mit Malerei, aber auch mit Mathematik und später mit Chemie. Nach einer Lehrausbildung zum Facharbeiter, nach Wehrpflicht und Abitur an der ABF „Wilhelm Pieck“ begann er 1981 ein Chemiestudium an der Universität Freiberg.
Ein Jahr lang, von November 1984 bis November 1985, wurde er etwa 14-täglich von der Staatssicherheit verhört. Seine Bilder zeigte er seit 1985 in regelmäßigen Einzelausstellungen und Ausstellungsbeteiligungen. Die Psychoanalyse, mit der er sich seit 1982 beschäftigt hat, wird zum Gegenstand seines stärksten Interesses, was seinen Ausdruck findet in einer 150 Seiten langen Arbeit mit dem Thema: „Die Definierung einer gesunden Persönlichkeit und deren gesellschaftlich notwendige Rahmenbedingung aus dem Blickwinkel der Psychoanalyse“. Seit seiner Promotion in organischer Chemie 1990 arbeitet er als freischaffender Maler und Graphiker in Siebenlehn (Obergruna). 1997 erschien der erste Bildband über seine Malerei. Auf Schloss Augustusburg wurde 1999 im Rahmen der Ausstellung FORM - FARBE - GESTE (u. a. mit Dress, Fischer, Grimmling, Hampel) ein von ihm komponiertes Orchesterwerk aufgeführt und auf CD mitgeschnitten.